# Sematar
Sematar is een bestuurslaag in het regentschap Langkat van de provincie Noord-Sumatra, Indonesië. Sematar telt 1436 inwoners (volkstelling 2010).